# La Blanquilla
La Blanquilla (spanisch Isla La Blanquilla) ist eine venezolanische Insel im Karibischen Meer, etwa 300 km nordöstlich von Caracas, der Hauptstadt Venezuelas, und rund 90 km nördlich der Isla Margarita gelegen. Geographisch gehört die Insel zu den Inseln unter dem Winde, administrativ zu den venezolanischen Dependencias Federales (Bundesterritorien).
La Blanquilla weist eine fächerartige Form mit einem Umfang von etwa 55 km sowie einer Landfläche von 64,53 km² auf. Sie erreicht eine Höhe von maximal 30 m über dem Meer. Die unbewohnte Insel ist von Korallenriffen mit schwarzen Korallen umgeben und stellt daher ein beliebtes Ausflugsziel für Taucher dar.
Auf La Blanquilla betreibt die venezolanische Marine eine Nebenstation der Küstenwache (Estación Secundaria de Guardacostas), die der Hauptstation Pampatar auf der Insel Margarita nachgeordnet ist.